# Бєлякевич Іван Іванович

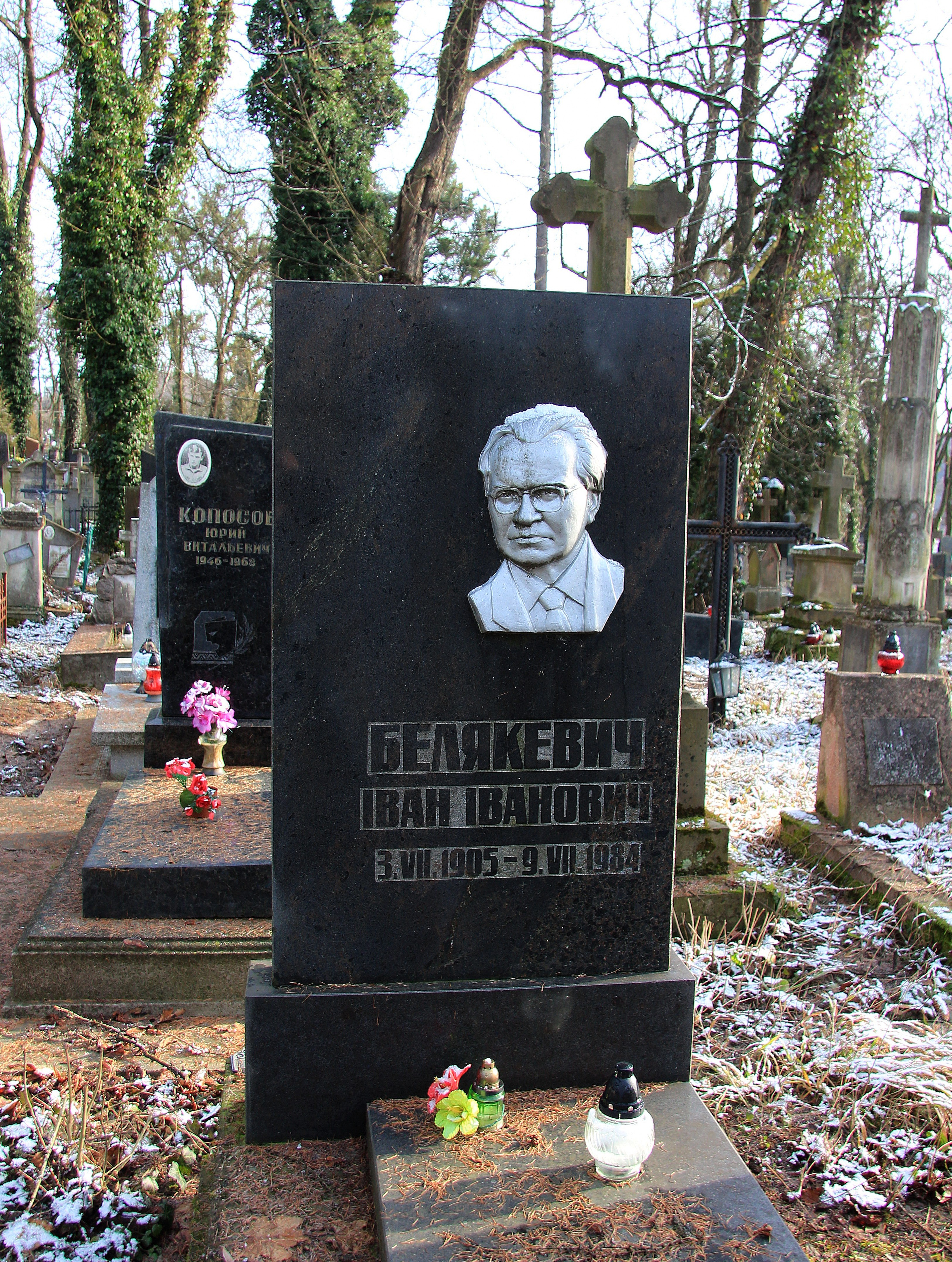

Іва́н Іва́нович Бєляке́вич (Біляке́вич) (3 липня 1905, Херсон — 9 липня 1984, Львів) — дослідник новітньої історії країн Азії та Африки, участі поляків у першій світовій війні та революції 1917 року, ректор Львівського університету в 1944—1948 роках.

## Життєпис
Народився 3 липня 1905 року у Херсоні в робітничій родині. У 1919 році закінчив Перше вище початкове училище м. Одеси. У 1924—1927 роках навчався на економічному факультеті Одеського інституту народного господарства.
1920—1921 роках — секретар Одеського портового комітету комсомолу, 1921—1923 — працював у особливому відділі ВЧК–ГПУ м. Одеси. 1924—1930 роках — на комсомольській роботі в Одеському порту.
У 1930 році аспірантуру Одеської філії Всесоюзну науково-дослідницької кафедри сходознавства АН УРСР. 1930—1935 роках — викладав в Одеському інституті інженерів водного господарства, 1935—1941 роках — в Одеському педагогічному інституті, де завідував кафедрою історії колоніальних і залежних країн та був в.о. професора Одеського університету. У червні 1941 року захистив кандидатську дисертацію в Одеському університеті на тему: «Південно-іранське повстання племен 1929 року». З жовтня 1941 по грудень 1942 року — в.о. професора і завідувач кафедри загальної історії Семипалатинського педінституту. З вересня 1942 року був в.о. професора кафедри загальної історії Іркутського університету, а з лютого 1943 року — її завідувачем. Науково-дослідні його інтереси зосереджувалися в сфері сходознавства і, почасти, славістичної проблематики. У травні 1944 року він перевівся до Київського університету, де працював до жовтня 1944 року. Потім перейшов на роботу до Львівського державного університету. Був ректором Львівського університету у 1944—1948 роках. Надалі викладав на кафедрі нової та новітньої історії того ж університету. У 1950—1952 роках — декан історичного факультету, 1948—1961 роках — завідувач кафедри історії нового та новітнього часу, 1961—1978 роках — доцент цієї кафедри Львівського державного університету.
Достовірних даних про захист кандидатської та докторської дисертацій немає. 1945—1946 роках — старший науковий співробітник Львівського відділу Інституту історії України АН УРСР (за сумісництвом). Працював над темою «Західноукраїнське питання на версальській конференції». Був співорганізатором антиукраїнських ідеологічних кампаній і відзначився як завзятий борець проти історичної школи Михайла Грушевського.
У липні 1946 року Львівський міськвиконком надав Івану Бєлякевичу в користування будинок на вул. Поморській, 58 (нині — вул. Мишуги). Він отримав двоповерховий будинок загальною площею 160 м², що складався з семи кімнат та присадибної ділянки. Через цей щирий «подарунок» Львівський університет змушений був відмовитися на користь помешкання І. Бєлякевича від десяти інших приватних будинків, наданих міською владою для професорсько-викладацького складу вишу.
Похований на 55 полі Личаківського цвинтаря.

## Праці
- «Турция и попытка Германии избавиться от русского фронта в период Первой мировой войны» // Труды Восточно-Сибирского университета. — 1944. — Т. 2.
- «Чорноморські протоки в дипломатичних переговорах Англії, Франції, Росії наприкінці 1914 та на початку 1915 рр.» // Наукові записки Львівського університету. Серія історична. — 1946. — Т. 1: вип. 2.
- «Отношение Лиги Наций и США к нападению Японии на Китай и оккупации Маньчжурии в 1931 году» // Наукові записки Львівського університету. Серія історична. — 1949. — Т. 17: вип. 4.
- «Польские трудящиеся в российском революционном движении накануне Февральской революции» // Связи революционеров России и Польши XIX — начала XX в. — М., 1968.
- «Революционное содружество польских и российских трудящихся в 1917 г.» //Из истории участия польских рабочих и солдат в России в подготовке Великой Октябрьской социалистической революции. — Львов, 1957.
- «Строительство социализма в Польской Народной Республике». — Киев, 1977. (в соавт.)

## Нагороди
- Орден Трудового Червоного Прапора
- Медалі «За бойові заслуги», «За перемогу над Німеччиною у Великій Вітчизняній війні 1941—1945 рр.», «За доблесну працю у Великій Вітчизняній війні 1941—1945 рр.», «За доблесну працю, В ознаменування 100-річчя з дня народження Володимира Ілліча Леніна» та іншими..